# السنافر (فلم 2025)
السنافر (بالإنجليزية: Smurfs) هو فلم رسوم متحركة موسيقي كوميدي خيالي حي أمريكي قادم، يعتمد على سلسلة القصص المصورة البلجيكية "السنافر" التي أنشأها فنان القصص المصورة بييو. يُعد الفلم إعادة إنتاج لسلسلة أفلام "السنافر"، وهو من إخراج كريس ميلر، بالمشاركة مع المخرج المساعد مات لاندون، وسيناريو من كتابة بام برادي. تؤدي ريانا صوت شخصية سنفورة، كما تُشارك في الإنتاج وكتابة وتسجيل الأغاني الأصلية للفلم. يضم طاقم الأصوات أيضًا نيك أوفرمان، ناتاشا ليون، جيه بي كارلياك (في دور مزدوج)، دان ليفي، أيمي سيداريس، نيك كرول، جيمس كوردن، أوكتافيا سبنسر، هانا وادينغهام، ساندرا أوه، أليكس وينتر، بيلي لورد، شولو ماريدونيا، كيرت راسل، وجون غودمان.
في فبراير 2022، أُعلن عن شراكة بين شركتي "لافِغ بلجيوم وآي إم بي إس" (اللتين تُديران علامة "السنافر") مع قسم الرسوم المتحركة في باراماونت لإنتاج سلسلة جديدة من أفلام الرسوم المتحركة المستندة إلى الامتياز، على أن يكون أولها فلمًا موسيقيًا. أوكلت إلى بام برادي مهمة كتابة السيناريو، وكان من المخطط بدء الإنتاج في وقت لاحق من ذلك العام. وفي يونيو 2022، عُين كريس ميلر مخرجًا للمشروع، قبل أن تُعلن مشاركة ريانا رسميًا في أبريل 2023 بصفتها ممثلة صوتية ومنتجة.
تولت شركة "سينسايت" تنفيذ خدمات الرسوم المتحركة للفلم، ومن المقرر أن يُعرض في الولايات المتحدة بتاريخ 18 يوليو 2025، من خلال شركة باراماونت بيكتشرز.

## الطاقم الصوتي
- ريانا في دور سنفورة.
- جيمس كوردن في دور نو نايم، وهو سنفور لم يُمنح اسمًا بعد.
- جون غودمان في دور بابا سنفور، زعيم السنافر.
- شولو ماريدونيا في دور السنفور غبي.
- نيك كرول في دور السنفور ذكي.
- مايا إرسكين في دور السنفور متفاخر.
- نيك أوفرمان في دور كين، شقيق بابا سنفور.
- ساندرا أوه في دور موكسي، ابنة كين.
- كيرت راسل في دور رون، الشقيق الثالث لكلٍّ من كين وبابا سنفور.
- جيه بي كارلياك في دورين: شرشبيل، الساحر الشرير الذي يسعى لأسر السنافر وأخوه رازاميل.

بالإضافة إلى ذلك، اُختير كل من: ناتاشا ليون ، دان ليفي ، أيمي سيداريس ، أوكتافيا سبنسر ، هانا وادينجهام ، أليكس وينتر ، بيلي لورد ، مارشميلو لأداء أدوار غير معلنة.

## الإنتاج

### الخلفية والتطوير
في العقد الأول من الألفية الثانية، كانت شركتا باراماونت بيكتشرز ونيكلوديون موفيز قد حاولتا سابقًا تطوير فلم رسوم متحركة قائم على سلسلة السنافر، بالتعاون مع المنتج جوردان كيرنر. إلا أن شركتي كولومبيا بيكتشرز وسوني بيكتشرز أنيميشن حصلتا لاحقًا على حقوق الإنتاج، وأنتجتا فلمًا مزيجًا من الحركة الحية والرسوميات الحاسوبية (CGI) صدر عام 2011، تلاه جزء ثانٍ في عام 2013، وفلم رسوم متحركة بالكامل بعنوان السنافر: القرية المفقودة عام 2017.
وفي فبراير 2022، أُعلن عن شراكة جديدة بين شركتي لافيغ بلجيكا وإي أم بي أس (المعروفة الآن باسم شركة بييو)، المالكتين لعلامة السنافر التجارية، مع كل من باراماونت أنيميشن ونيكلوديون موفيز لإنتاج عدة أفلام رسوم متحركة مبنية على السلسلة، على أن يكون أولها فلماً موسيقيًا. وقد تولت بام برادي كتابة السيناريو، وكان من المقرر بدء الإنتاج في وقت لاحق من نفس العام. وفي يونيو 2022، أُعلن عن تعيين المخضرم في دريم ووركس أنيميشن كريس ميلر مخرجًا للفلم. في أبريل 2023، انضمت المغنية ريانا إلى طاقم العمل لتؤدي صوت شخصية سنفورة، كما شاركت أيضًا كمنتجة للفلم، وقامت بكتابة وتسجيل أغانٍ أصلية لموسيقاه التصويرية.
كان عنوان الفلم في البداية هو "فلم السنافر"، ثم تغير لاحقًا إلى "السنافر: الفلم الموسيقي"، قبل أن يُعلن رسميًا خلال مؤتمر سينماكون في أبريل 2024 أن العنوان سيكون ببساطة "فلم السنافر". شارك مات لاندون في الإخراج كمخرج مساعد. وبعد إصدار العرض التشويقي الأول في فبراير 2025، كُشف عن أن الفلم سيُطرح تحت عنوان مختصر هو "السنافر"، في حين انسحبت شركة نيكلوديون موفيز من المشروع لأسباب غير معلنة.

### اختيار الممثلين
في أبريل 2024، وخلال سينماكون، أُعلن عن انضمام كل من: نيك أوفرمان، ناتاشا ليون، جيه بي كارليك، دان ليفي، آيمي سيداريس، نيك كرول، جيمس كوردن، أوكتافيا سبنسر، هانا وادينغهام، ساندرا أوه، أليكس وينتر، بيلي لورد، تشولو ماريدونيا، كيرت راسل، وجون غودمان إلى طاقم الأداء الصوتي. وقد أعلن جيه بي كارليك عبر وسائل التواصل الاجتماعي يوم صدور العرض التشويقي أنه سيؤدي صوت شخصية شرشبيل وشقيقه رازاميل في دور مزدوج.

### التحريك والتصميم
نُفّذت خدمات الإنتاج في استوديو نيكلوديون للرسوم المتحركة، بينما أُسندت مهمة إنتاج الرسوم المتحركة إلى "استوديو سينسايت". استُوحى التصميم البصري للفلم بشكل كبير من الرسوم الأصلية التي أبدعها الفنان بييو، إذ ألهمت رسوماته العديد من الخيارات الإبداعية، بما في ذلك استخدام خطوط الحركة وفقاعات الأفكار، إلى جانب أسلوب تحريك مرح ومفعم بالحيوية يعتمد على مبدأ "التمدد والانكماش".

## الموسيقى
تقوم ريانا بكتابة وتسجيل أغانٍ أصلية لموسيقى الفلم التصويرية. وفي 16 مايو 2025، أصدرت الأغنية "صديقي" كجزء من الموسيقى التصويرية للفلم. كما يضم الألبوم أغنية جديدة بعنوان "الحب الأسمى" من أداء ديسي تريل بمشاركة كاردي بي، دي جي خالد، ناتانيا، وسوبي. وفي 19 مايو، أعلن عن تولي هنري جاكمان تأليف الموسيقى التصويرية الكاملة للفلم.

## الإصدار
من المقرر إصدار الفلم في الولايات المتحدة في 18 يوليو 2025. كان من المقرر في الأصل إصداره في 20 ديسمبر 2024، ولكن أُجّل إلى 14 فبراير 2025، بعد حصول فلم القنفذ سونيك 3 على موعد إصداره، قبل تأجيله إلى تاريخه الحالي في يوليو 2025.

## وصلات خارجية
- السنافر على موقع IMDb (الإنجليزية)
- السنافر على موقع روتن توميتوز (الإنجليزية)
- السنافر على موقع ألو سيني (الفرنسية)
- السنافر على موقع فيلمافينيتي (الإسبانية)
- السنافر على موقع قاعدة بيانات الفيلم (الإنجليزية)
- السنافر على موقع ليتربوكسد (الإنجليزية)
- السنافر على موقع كينوبويسك (الروسية)